# Чериковер, Элиэзер
Элиэзер Чериковер (Лейзер Чериковер, 1868, Полтава, Российская империя − 1928, Иерусалим, Подмандатная Палестина) − общественный деятель.
Получил традиционное еврейское религиозное образование. Учился в Петербургском университете, участвовал в палестинофильском, затем в сионистском движении.
В 1917 году избран председателем Московской сионистской организации, возглавлял главное бюро Керен-Каемет ле-Исраэль в России.
В 1920 году руководил работой нелегального Центрального сионистского бюро (Москва), координировавшего подпольное сионистское движение в России, подвергался арестам.
В 1921 году покинул Россию, с 1925 года — в Палестине.
Брат Ильи Чериковера и отец Виктора Чериковера.